# Diostrombus jezeki
Diostrombus jezeki är en insektsart som beskrevs av Dlabola 1981. Diostrombus jezeki ingår i släktet Diostrombus och familjen Derbidae. Inga underarter finns listade i Catalogue of Life.